# روني غيبونز
روني غيبونز (بالإنجليزية: Ronnie Gibbons)‏ (16 يناير 1980 في المملكة المتحدة - ) هي لاعبة كرة قدم أيرلندية في مركز الدفاع. شاركت مع منتخب جمهورية أيرلندا لكرة القدم للسيدات. أما مع النوادي، فقد لعبت مع Charlton Athletic W.F.C. ‏ وFulham F.C. Women ‏.